# Sembahe Baru
Sembahe Baru is een bestuurslaag in het regentschap Deli Serdang van de provincie Noord-Sumatra, Indonesië. Sembahe Baru telt 2783 inwoners (volkstelling 2010).